# Der Eindringling
Der Eindringling ist ein deutscher Fernsehfilm aus dem Jahr 1990, der vom ZDF produziert worden ist.

## Handlung
Die junge Frau Elke Bernd, die zwei Jahre zuvor durch einen Unfall erblindet ist, lebt allein. Ihr Nachbar Herr Willrich hilft ihr oft bei alltäglichen Dingen wie dem Lesen der Post. Eines Tages steigt „Manne“ Kobus bei ihr ein, um zu stehlen. Er wird jedoch von Elke und Herrn Willrich gestellt und redet sich heraus, dass er nur einen Schlafplatz gesucht habe, und ist bereit, das kaputte Fenster zu ersetzen.
In der Folge entwickelt sich zwischen Elke und Manne eine Freundschaft und sexuelle Beziehung. Sie unternehmen viele Dinge gemeinsam und haben Spaß dabei, z. B. als er versucht, ihr das Fahrradfahren beizubringen. Er versucht, ihr durch Rufen die Richtung anzuzeigen. Es funktioniert nicht so gut und sie stürzt, worüber sie aber beide lachen.
Es kommt aber auch zu problematischen Ereignissen, etwa als beim Baden, während er sich noch auszieht, ein Motorboot nahe an ihr vorbeifährt und sie dadurch in Panik gerät.
Dem früheren Lebensgefährten der Frau, Wolfgang Schirmer, gefällt die Beziehung nicht so gut, denn er zweifelt, ob dieser Partner für Elke der richtige sei. Er war zuvor bereits aus der gemeinsamen Wohnung ausgezogen, da sie nicht mehr miteinander klarkamen. Beispielsweise konnte er es nicht ertragen, wenn sie sich mit Hausarbeit oder anderen Beschäftigungen mühte, und hat immer in bevormundender Weise eingegriffen.
Nach einigen Diskussionen muss Manne versprechen, Elke nicht mehr zu treffen, und Wolfgang ist dafür bereit, Spielschulden von Manne zu begleichen.

## Info
Der Film ist ein Drama mit verhalten optimistischem Ausklang. Am Ende des Films wird deutlich, dass die blinde Frau mit ihrem Leben allmählich immer besser klarkommt.
Constanze Engelbrecht bereitete sich fundiert auf die Darstellung der blinden Frau vor, indem sie ein Mobilitätstraining unter Anleitung einer Blindentrainerin absolvierte und mit blinden Menschen sprach.